# Liste der Baudenkmäler in Lautrach

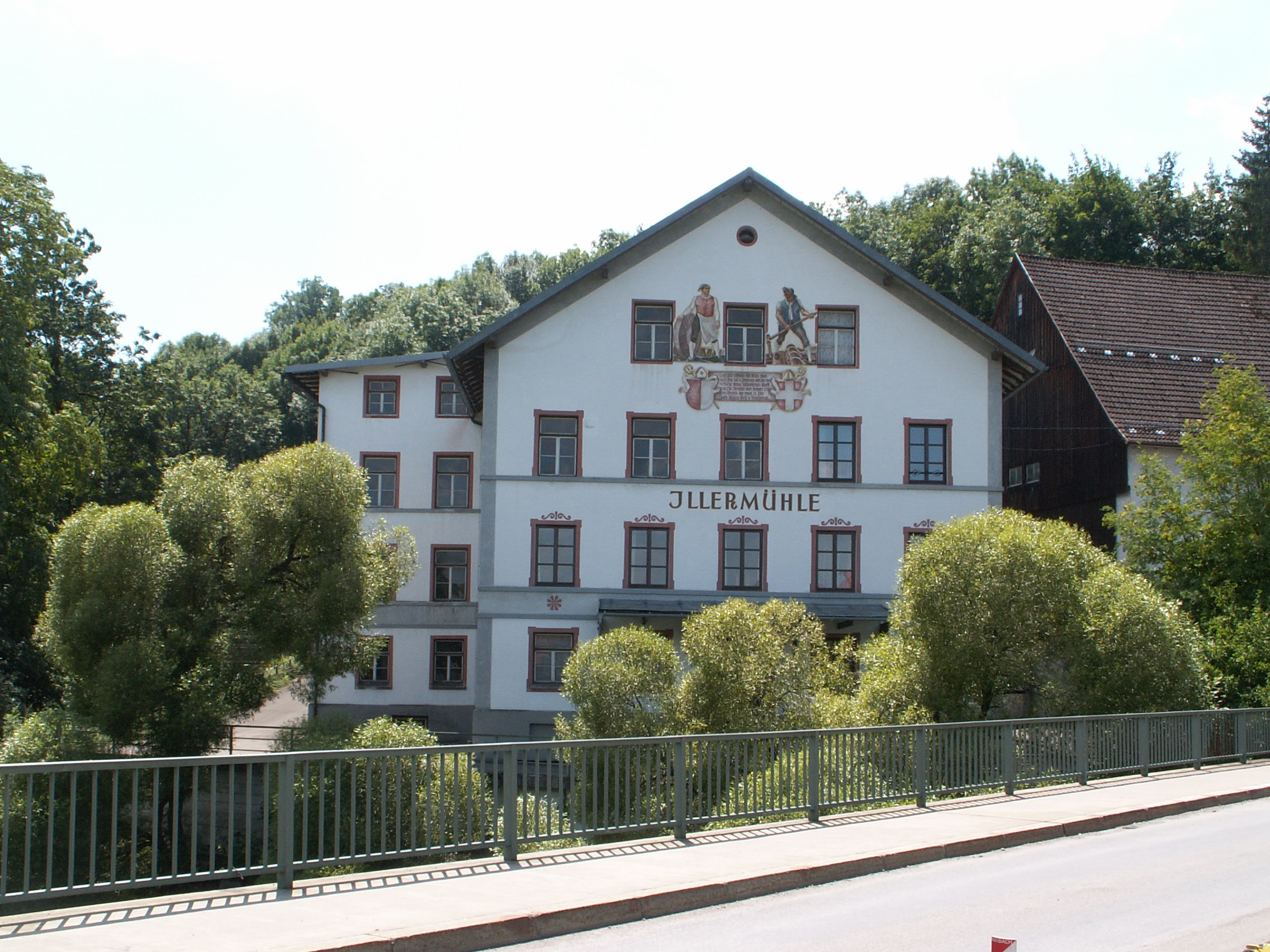
Illermühle in Lautrach

Auf dieser Seite sind die Baudenkmäler in der schwäbischen Gemeinde Lautrach zusammengestellt. Diese Tabelle ist eine Teilliste der Liste der Baudenkmäler in Bayern. Grundlage ist die Bayerische Denkmalliste, die auf Basis des Bayerischen Denkmalschutzgesetzes vom 1. Oktober 1973 erstmals erstellt wurde und seither durch das Bayerische Landesamt für Denkmalpflege geführt wird. Die folgenden Angaben ersetzen nicht die rechtsverbindliche Auskunft der Denkmalschutzbehörde.

## Baudenkmäler nach Ortsteilen

### Lautrach
| Lage                                                                 | Objekt                               | Beschreibung | Akten-Nr.              | Bild                  |
| -------------------------------------------------------------------- | ------------------------------------ | --- | ---------------------- | --------------------- |
| Burggäßle 3 (Standort)                                               | Ehemaliges Bauernhaus                | Zweigeschossiger Mittertennbau mit flachem Satteldach über Kniestock, 18. Jahrhundert | D-7-78-164-1           | weitere Bilder        |
| Deybachstraße 3 (Standort)                                           | Wohnhaus                             | Zweigeschossiger Bau mit Schleppdach und ausgebautem Hakenschopf, 18./19. Jahrhundert | D-7-78-164-2           | weitere Bilder        |
| Deybachstraße 19, 21 (Standort)                                      | Wohnhaus                             | Zweigeschossiges Doppelhaus mit flachem Satteldach über Kniestock und verschaltem Giebel, 18. Jahrhundert | D-7-78-164-4           | weitere Bilder        |
| Einsteinstraße 2 (Standort)                                          | Wohnhaus und Bäckerei                | Ehemals zum Schloss gehörig, zweigeschossiger Satteldachbau mit Resten barocker Wandmalereien, zweite Hälfte 18. Jahrhundert | D-7-78-164-5           | weitere Bilder        |
| Kirchtalstraße 4 (Standort)                                          | Kath. Pfarrkirche St. Peter und Paul | Dreischiffige Hallenkirche mit nördlichem Turm mit Zwiebelhaube, Turmunterbau 12./13. Jahrhundert und 15. Jahrhundert, Turmerhöhung durch Christian Anton Weber 1711, Neubau von 1735, Erweiterung und Umbau 1749; mit Ausstattung;                      | D-7-78-164-6           | weitere Bilder        |
| Kirchtalstraße 4 (Standort)                                          | Friedhofskapelle                     | Historisierender Ziegelbau mit Arkaden, wohl 19. Jahrhundert; im Friedhof | D-7-78-164-6 zugehörig | weitere Bilder        |
| Schloßstraße 1 (Standort)                                            | Neues Schloss                        | Dreigeschossiger, langgestreckter Bau mit Mansardwalmdach und Mittelrisaliten mit Schweifgiebeln, für den Kemptener Fürstabt Honorius von Schreckenstein errichtet, 1781; Mittelrisalit, in Neubau des westlichen Traktes einbezogen, wohl gleichzeitig; | D-7-78-164-7           | weitere Bilder        |
| Schloßstraße 1 (Standort)                                            | Neues Schloss                        | Nördliches Hoftor, westliches Hoftor; | D-7-78-164-7 zugehörig | weitere Bilder        |
| Schloßstraße 1 (Standort)                                            | Neues Schloss                        | Schlosspark, gequaderte Pfeiler mit Puttengruppen, wohl gleichzeitig; südlicher Garten, barocke Anlage mit Sandsteinfiguren, wohl gleichzeitig | D-7-78-164-7 zugehörig | weitere Bilder        |
| Schloßstraße 14 (Standort)                                           | Ehemaliges Bauernhaus                | Zweigeschossiger ehemaliger Mitterstallbau mit flachem Satteldach, verbrettertem Giebel und Gesimsgliederung, Wohnteil mit Fresken, Wirtschaftsteil Fachwerk, 18. Jahrhundert                                                                            | D-7-78-164-8           | Ehemaliges Bauernhaus |
| Wiesweg (750 m südlich des Ortes am Weg nach Dilpersried) (Standort) | Wegkapelle St. Sebastian             | Antikisierender Bau mit toskanischen Pilastern, Gebälk und flachem Giebel, wohl Anfang 19. Jahrhundert; mit Ausstattung | D-7-78-164-10          | weitere Bilder        |

### Dilpersried
| Lage                      | Objekt            | Beschreibung                                                                                                   | Akten-Nr.     | Bild           |
| ------------------------- | ----------------- | --- | ------------- | -------------- |
| In Dilpersried (Standort) | Kapelle St. Maria | Rechteckbau mit halbrundem Schluss, Walmdach und Dachreiter mit Zwiebelhaube, 18. Jahrhundert; mit Ausstattung | D-7-78-164-11 | weitere Bilder |

### Heiligenbauer
| Lage                       | Objekt     | Beschreibung                                                  | Akten-Nr.     | Bild |
| -------------------------- | ---------- | ------------------------------------------------------------- | ------------- | ---- |
| Heiligenbauer 1 (Standort) | Bauernhaus | Zweigeschossiger Mittertennbau mit Satteldach, 1796, erneuert | D-7-78-164-12 | BW   |

### Illermühle
| Lage                                                                 | Objekt                                   | Beschreibung                                                                                | Akten-Nr.     | Bild           |
| -------------------------------------------------------------------- | ---------------------------------------- | ------------------------------------------------------------------------------------------- | ------------- | -------------- |
| Illermühle 1 (westlich oberhalb der früheren Illerbrücke) (Standort) | Wegkapelle St. Johannes von Nepomuk      | Quadratischer Bau mit Zeltdach, 17./18. Jahrhundert                                         | D-7-78-164-9  | weitere Bilder |
| Iller (am südwestlichen Ortsrand von Illerbeuren) (Standort)         | Ehemalige Eisenbahnbrücke über die Iller | Aufgeständerte Bogenbrücke in Stampfbeton, 1904 (teilweise im Gebiet der Gemeinde Kronburg) | D-7-78-161-45 | weitere Bilder |

### Neuwelt
| Lage                     | Objekt     | Beschreibung                                                                        | Akten-Nr.     | Bild           |
| ------------------------ | ---------- | ----------------------------------------------------------------------------------- | ------------- | -------------- |
| Kapellenweg 2 (Standort) | Wegkapelle | Rechteckbau mit dreiseitigem Schluss und Zeltdach, 18. Jahrhundert; mit Ausstattung | D-7-78-164-13 | weitere Bilder |

### Schnall
| Lage                  | Objekt              | Beschreibung                                                                                | Akten-Nr.     | Bild           |
| --------------------- | ------------------- | ------------------------------------------------------------------------------------------- | ------------- | -------------- |
| In Schnall (Standort) | Katholische Kapelle | Neugotischer Blankziegelbau mit dreiseitigem Schluss, Ende 19. Jahrhundert; mit Ausstattung | D-7-78-164-21 | weitere Bilder |

### Schrofen
| Lage                                | Objekt               | Beschreibung                                                                                 | Akten-Nr.     | Bild |
| ----------------------------------- | -------------------- | -------------------------------------------------------------------------------------------- | ------------- | ---- |
| Aichstetter Straße (Standort)       | Bildstock            | Nischenaufbau mit Ovalbild des Johannes von Nepomuk, um 1720                                 | D-7-78-164-17 | BW   |
| Bergstraße 3 (Standort)             | Ehemaliges Jägerhaus | Zweigeschossiger Satteldachbau mit teilweise Fachwerk, Wirtschaftsteil modernisiert, um 1800 | D-7-78-164-15 | BW   |
| Osterriederstraße 7, 7 a (Standort) | Wohnhaus             | Zweigeschossiger Walmdachbau mit Zwerchhaus, 1. Hälfte 19. Jahrhundert                       | D-7-78-164-16 | BW   |

## Ehemalige Baudenkmäler
In diesem Abschnitt sind Objekte aufgeführt, die früher einmal in der Denkmalliste eingetragen waren, jetzt aber nicht mehr. Objekte, die in anderem Zusammenhang also z. B. als Teil eines Baudenkmals weiter eingetragen sind, sollen hier nicht aufgeführt werden. Aktennummern in diesem Abschnitt sind ehemalige, jetzt nicht mehr gültige Aktennummern.

| Lage                        | Objekt     | Beschreibung          | Akten-Nr.     | Bild |
| --------------------------- | ---------- | --------------------- | ------------- | ---- |
| Schnall am Kalchsteigele () | Grenzstein | Bezeichnet mit "1795" | D-7-78-164-14 |      |